# بخصوص هنري (فلم)
بخصوص هنري' (بالإنجليزية: Regarding Henry) فيلم درامي أمريكي للمخرج مايك نيكولز عام 1991، كتبه جيفري أبرامز. الفيلم من بطولة هاريسون فورد، أنيت بينينغ، ميكي ألين، بيل نون، ريبيكا ميلر، بروس ألتمان، وإليزابيث ويلسون  وتدور الأحداث حول محامي من مدينة نيويورك من عائلة مفككة، يكافح من أجل استعادة ذاكرته وقدرته على الكلام والحركة بعد أن نجا من حادث إطلاق النار، ويستعيد أيضا ترابط عائلته.
تلقى الفيلم آراء متباينة مع المديح للممثلين وأداء فورد، لكنه انتقد بسبب عاطفته وتلاعبه. حقق الفيلم 88 مليون دولار في شباك التذاكر بميزانية إنتاج قدرها 25 مليون دولار.
صدر الفيلم إلى دور العرض الأمريكية في 12 يوليو 1991.
منح موقع قاعدة بيانات الأفلام على الإنترنت (IMDB) الفيلم درجة 6.7/ 10.

## طاقم التمثيل
هاريسون فورد: في دور هنري تيرنر
أنيت بينينغ: في دور سارة تيرنر
بيل نان: في دور برادلي
ريبيكا ميلر: في دور ليندا
بروس التمان: في دور بروس
ميكي ألين: في دور راشيل تيرنر
إليزابيث ويلسون: في دور جيسيكا
دونالد موفات: في دور تشارلي كاميرون
جيمس ريبورن: في دور الدكتور سلطان
روبن بارتليت: في دور فيليس
جون ليجويزامو: في دور سارق متجر البقالة
جي جي أبرامز: في دور فتى التوصيل 

## أحداث الفيلم
يعيش هنري تورنر (هاريسون فورد) حياة مزدحمة، فهو شخص طموح، قاس،نرجسي، وفي بعض الأحيان غير أخلاقي. هنري تورنر هو محامي ناجح ثري يقيم في منطقة مانهاتن، ولا يترك له هوسه بعمله سوى القليل من الوقت لزوجته الاجتماعية، سارة (أنيت بينينغ)، وابنته المضطربة، راشيل (ميكي ألين).
يتوقف هنري بمتجر صغير لشراء السجائر حيث يتعرض المتجر لهجوم مسلح للسرقة ويصاب هنري برصاصة في الفص الجبهي الأيمن من المخ، ورصاصة ثانية تصيب الشريان تحت الترقوة الأيسر، مما يتسبب في نزيف داخلي مفرط وسكتة قلبية. يعاني من نقص الأكسجين، مما يؤدي إلى تلف في المخ. يظل هنري على قيد الحياة لكنه لا يستطيع الحركة أو الكلام ويعاني أيضاً من فقدان الذاكرة. يقضي هنري بعض الوقت في مستشفى، ويستعيد ببطء الحركة والكلام بمساعدة المعالج الطبيعي برادلي (بيل نان). يشكل تعافي هنري عبئًا ماليًا على الأسرة. عند عودته إلى المنزل، يصبح هنري بريئاُ كطفل صغير ويتفاعل مع عائلته بشكل جديد، ويدرك أنه لا يحب ما كان عليه من قبل. تقوم سارة بتسجيل راشيل في مدرسة النخبة خارج المدينة، رغم أنها الآن مترددة في الذهاب. في التوجيه ، أخبر هنري راشيل كذبة لمساعدتها على التكيف مع المدرسة الجديدة. هو وسارة يتقاربان كما كانا عندما التقيا لأول مرة. هنري أيضا يفتقد راشيل
تسمح شركة هنري له بالعودة بدافع مراعاة مساهماته السابقة. تقترح سارة أن ينتقلوا إلى مسكن أصغر وأقل تكلفة، نظرًا لأن شركته تكلفه بشكل أساسي بعمل منخفض المستوى والراتب، بينما يدرك هنري أنه لم يعد يريد أن يصبح محامياً، وأثناء وجودهم في حفل عشاء، يسمعوا عدة "أصدقاء" يدلون بتعليقات مهينة عنه.
يجد هنري رسائل من زميل سابق إلى سارة تكشف أنهما كانا على علاقة غرامية، ويغضب ويغادر المنزل، بينما تواجهه زميلته المحامية ليندا (ريبيكا ميلر)، وتكشف له أنهما كانا على علاقة غرامية وأنه كان يعتزم هجر سارة. تتضح أشياء لهنري تجعل له أفكاراً جديدة عن نفسه وعلاقاته.
يستقيل هنري من شركته، ويدرك، كما قالت سارة، أن كل شيء كان خاطئًا من قبل ولكنه الآن أفضل بكثير. يتصالحون، ثم يذهبون إلى مدرسة راشيل ويصطحبونها وهي سعيدة للغاية لوجودها مع والديها. وأثناء مغادرتهم المبنى، تلقي راشيل بقبعتها الخاصة بالزي المدرسي بعيدًا 

## إنتاج الفيلم
تم تصوير الفيلم بموقع في مدينة نيويورك، وايت بلينز وميلبروك وتم تصويره من 14 سبتمبر 1990 إلى 12 ديسمبر 1990.
في البداية، كاد هاريسون فورد أن يرفض الدور الرئيسي لأن شخصية البطل كانت لمحامي، وكان فورد قد صدر له فيلم "مفترض براءته" عام 1990 الذي لعب فيه دور مساعد المدعي العام ومعظم أجزاء الفيلم يتم تصويرها في قاعات المحاكم، وكان فورد قلقًا بشأن تكرار نفس الأدوار، لكنه انتهى به الأمر بقبول الدور عندما أدرك أن هنري محامياً فقط في الدقائق العشر الأولى من الفيلم.
صرح هاريسون فورد، في حوار ضمن برنامج "داخل استوديو الممثل"، أنه أثناء إجراء بحث عن دوره، التقى بمحام حقيقي لديه تجربة مماثلة للشخصية بعد تعرضه لحادث سيارة. أخبره الرجل أن وظيفته (مثل هنري) جعلته شخص يشعر بالمرارة، ومنفصل عن عائلته، وعانى من تلف شديد في الدماغ من جراء الحادث الذي تعرض له، وأخبر فورد أن التجربة غيرته وساعدته على أن يصبح (بحسب فورد) شخصًا مختلفًا.
أضيف دور ليندا، الذي لعبته ريبيكا ميلر، في الفيلم قبل يومين من انتهاء التصوير. قام روب راينر بتصوير دور في الفيلم، لكن تم حذفه بالكامل.

## استقبال الفيلم
افتتح الفيلم في 800 دار عرض بالولايات المتحدة في 12 يوليو 1991، وحقق 6.146.782 دولارًا في عطلة نهاية الأسبوع الافتتاحية، ليحتل المرتبة السابعة في شباك التذاكر الأمريكي. بلغ إجمالي أرباحه في النهاية 43.001.500 دولار في الولايات المتحدة وكندا. وبلغت إجمالي أرباحه 44.9 مليون دولار دوليًا ليصبح المجموع العالمي 87.9 مليون دولار.
منح موقع "الطماطم الفاسدة" الفيلم تقييماً مقداره 45% بناءاً على آراء 31 ناقداً سينمائياً، وكتب أجماع نقاد الموقع: "على الرغم من أن هاريسون فورد يستفيد إلى أقصى حد من فرصة البحث في دور جاد، فإن "بخصوص هنري" يتعرض للتقويض بسبب المشاعر الرخيصة والكليشيهات."
منح موقع "ميتاكريتيك" الفيلم تقييماً مقداره 47% بناءاً على آراء 23 ناقداً سينمائياً.
الجماهير التي استطلعت آراؤهم شركة "سينما سكور" منحت الفيلم درجة (- A) على أساس مقياس من (+ A) إلى (F).
كان الاستقبال النقدي الأولي من "فاتر" إلى "سلبي" بشكل أساسي. وصف فنسينت كانبي من صحيفة نيويورك تايمز الفيلم بأنه: "قصة خيالية عاطفية حضرية" والتي لا تنجح كدراما ملهمة شاملة ولا كمثال للأخلاق الأمريكية."
روجر ايبرت من صحيفة شيكاغو صن تايمز كمح الفيلم نجمتين من أصل أربعة نجمات وعلق قائلاً: "ربما يوجد فيلم جيد يمكن العثور عليه في مكان ما داخل هذه القصة، لكن مايك نيكولز لم يعثر عليه في فيلم "بخصوص هنري". هذا فيلم واضح ومبتكر، والذي يهدف، دون اعتذار، للحصول على مكافآت عاطفية سهلة، ويحاول التلاعب بالجمهور من خلال تقلبات الحبكة التي تنتمي إلى المسرحية الهزلية"، ووصف إيبرت أيضًا الطريقة التي يربط بها بين فندق ريتز كراكرز وفندق ريتز كارلتون (الذي يكشف أن علاقة هنري كانت في الواقع متأصلة بعمق في ذكرياته المفقودة على ما يبدو) بأنها "مزعجة بشكل خاص"، على ما يبدو نعتبرها كوميديا."
وصفت ريتا كمبلي من صحيفة واشنطن بوست الفيلم بأنه: "حكاية مرتبة عن اسلوب التسعينيات" بينما وصفه بيتر ترافرز من رولينج ستون بأنه: "دموع ببراعة" ولديه موهبة في التقليل من أهمية القضايا الكبيرة التي يثيرها بشدة". ومع ذلك، فقد أشاد بأداء فورد.
وصفت مجلة "فرايتي" الفيلم بأنه: "رحلة عاطفية خفية قام بتنسيقها المخرج مايك نيكولز وتمثيلها بشكل جيد للغاية."

## وصلات خارجية
- بخصوص هنري على موقع IMDb (الإنجليزية)
- بخصوص هنري على موقع ميتاكريتيك (الإنجليزية)
- بخصوص هنري على موقع الموسوعة البريطانية (الإنجليزية)
- بخصوص هنري على موقع روتن توميتوز (الإنجليزية)
- بخصوص هنري على موقع نتفليكس (الإنجليزية)
- بخصوص هنري على موقع قاعدة بيانات الأفلام العربية
- بخصوص هنري على موقع ألو سيني (الفرنسية)
- بخصوص هنري على موقع Turner Classic Movies (الإنجليزية)
- بخصوص هنري على موقع أول موفي (الإنجليزية)
- بخصوص هنري على موقع بوكس أوفيس موجو (الإنجليزية)

https://www.blu-ray.com/Regarding-Henry/110618/ بخصوص هنري (فلم)
https://www.themoviedb.org/movie/11364-regarding-henry بخصوص هنري (فلم)